# Vіktor Stepanovyč Kosenko
Vіktor Stepanovyč Kosenko (in ucraino Віктор Степанович Косенко?; San Pietroburgo, 23 novembre 1896 – Kiev, 3 ottobre 1938) è stato un compositore, pianista e docente russo naturalizzato ucraino. Era considerato dai suoi contemporanei come un maestro del lirismo. Le sue prime composizioni furono marcatamente influenzate dalle opere di compositori come Aleksandr Nikolaevič Skrjabin, Pëtr Il'ič Čajkovskij, Sergej Vasil'evič Rachmaninov e il suo connazionale Mykola Vіtalіjovyč Lysenko.

## Biografia
Nella vita di Kosenko si possono individuare tre fasi distinte, a Varsavia, dove ha studiato con i rinomati maestri Michail Sokolovskij e Iryna Miklašovskaja, a Žytomyr, dove iniziò ad insegnare pianoforte e teoria musicale al Music Technicum, diventando poi direttore della scuola musicale di Žytomyr, e infine a Kiev, dove dedicò più tempo a composizioni sinfoniche come la sua Heroic Overture, che gli valse il dovuto riconoscimento nel mondo della musica sovietica. Era una figura di spicco nel collettivo artistico di larghe vedute della musica sovietica del XX secolo.
La musica di Kosenko combina un idioma postromanticismo con intonazioni di canzoni popolari slave e influenze dell'Europa occidentale. I suoi lavori vocali, da camera e sinfonici sono tra i pezzi più importanti dell'epoca, in URSS. Ha scritto oltre 100 composizioni per pianoforte tra valzer, preludi, notturni, sonate e mazurche, in un totale di circa 250 opere musicali come il suo Poema sinfonico moldavo, concerti per violino e pianoforte, trii e quartetti d'archi durante la sua breve carriera musicale. Le sue composizioni vocali includono un gran numero di ballate, arrangiamenti corali e folk.

## Vita e carriera

### Primi anni ed educazione
Kosenko nacque il 23 novembre 1896 a San Pietroburgo, nella numerosa famiglia di un maggior generale di nome Stepan Kosenko. La sua famiglia si trasferì da San Pietroburgo a Varsavia nel 1898, dove in seguito avrebbe incontrato il meglio dei classici musicali mondiali ascoltando l'esibizione di musicisti come Fritz Kreisler, Ferruccio Busoni e Pablo Casals. Sua madre Leopolda suonava il pianoforte, cantava e componeva. Così il giovane Kosenko crebbe in un ambiente pieno di composizioni musicali ucraine, come quelle di Fryderyk Chopin, Johannes Brahms e canzoni popolari russe.
Quando Kosenko aveva circa cinque o sei anni, iniziò a cogliere al pianoforte melodie familiari, poiché era dotato di orecchio assoluto e aveva una buona memoria musicale. Avrebbe tentato di improvvisare, mostrando presto i segni del suo potenziale musicale. All'età di nove anni fu in grado di suonare a memoria la Sonata Patetica di Beethoven, dopo aver sentito sua sorella maggiore Maria fare pratica con questo pezzo. Fu lei a dare a Kosenko le sue prime lezioni di pianoforte. Ma la sua formazione ufficiale in musica iniziò nel 1905 con lezioni private di pianoforte dal professor Judyckij, con il quale studiò per due anni. Dal 1908 le sue capacità continuarono a svilupparsi sotto la guida di Aleksander Michałowski, allora professore al Conservatorio di Varsavia.
Nell'estate del 1914 Kosenko si stava preparando per entrare al Conservatorio di Varsavia per studiare pianoforte ma, con l'inizio della prima guerra mondiale, la famiglia fu costretta a lasciare la Polonia. Nel 1915 fu ammesso alla classe superiore di pianoforte al Conservatorio di San Pietroburgo, dove stupiva i membri della commissione per le sue capacità di lettura a prima vista semplicemente guardando lo spartito, mettendolo da parte e suonando a memoria, anche come una naturale attitudine alla trasposizione musicale. Nel corso degli anni continuò a studiare composizione e teoria musicale con Michail Sokolovskij, pianoforte con Iryna Miklašovskaja e suonando come primo violino al Teatro Mariinskij. Durante questo periodo ricevette valutazioni positive da Aleksandr Glazunov, direttore dell'istituto, che scrisse che Kosenko aveva "grandi capacità pianistiche e compositive e un'intonazione perfetta". Anche la professoressa Miklašovskaja diede un buon riscontro, affermando che era un "musicista di talento, molto modesto e ben educato".  Durante i suoi studi Kosenko scrisse poesie, preludi e mazurche per pianoforte. La sua musica è caratterizzata dalle caratteristiche musicali stilistiche della Musica romantica e degli orientamenti post romantici, che presentano una combinazione della tradizione europea con un elemento nazionale ucraino.

### Žytomyr

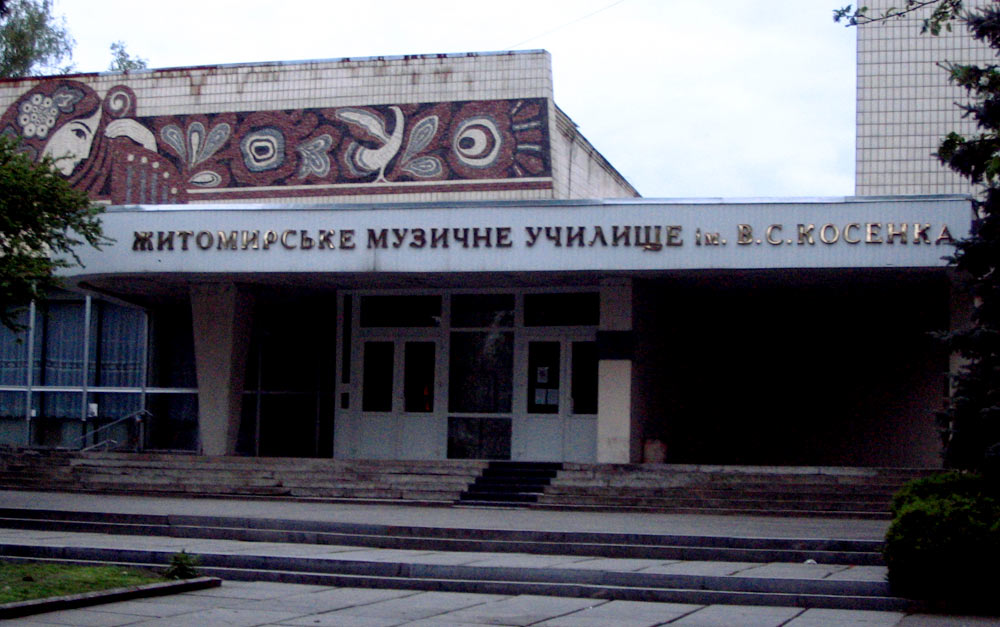
Collegio Musicale di Žytomyr, oggi ribattezzato col nome di Viktor Kosenko.

Dopo essersi diplomato al conservatorio nel 1918, Kosenko raggiunse la sua famiglia a Žytomyr, a quel tempo il centro culturale della provincia di Volyn. L'anno successivo inizia ad insegnare pianoforte e teoria musicale al Music Technicum, diventando poi direttore della Zhytomyr Music School. Nel febbraio 1920 Kosenko sposò Angelina Kanepp. Il suo amore e la sua profonda ammirazione per lei erano tali che le scriveva quasi tutti i giorni ed era deluso se per qualsiasi motivo lei non poteva rispondergli velocemente come desiderava. I pezzi creati tra il 1919 e il 1924 trasmettono profondi sentimenti lirici, da qui il motivo per cui le dedicò quasi tutta la sua produzione.
Nel settembre 1922 Kosenko tenne il suo primo concerto, a cui parteciparono la sua famiglia e gli amici intimi, viaggiando a Mosca l'anno successivo per incontrare compositori e musicisti. A questo punto gli fu concesso dall'Associazione Russa dei Musicisti Proletari di pubblicare le sue prime composizioni per pianoforte.
Questo periodo che Kosenko trascorse a Žytomyr fu uno dei più ricchi della sua carriera musicale poiché perfezionò il proprio stile artistico nella musica strumentale, vocale e da camera; generi in cui era molto attivo in quel momento. È qui che è autore di un gran numero di brani per pianoforte, oltre venti romanze, sonate per violino e violoncello, opere per bambini e musiche per commedie. Fu anche fortemente impegnato in una miriade di attività musicali come la creazione di una società musicale, apparizioni in concerti, l'organizzazione del suo trio da camera con pianoforte, quartetti vocali e persino un'orchestra sinfonica, oltre a prestarsi come accompagnatore per diversi gruppi nella vita musicale della città.

#### Esordio compositivo
Nel 1921 Kosenko e i suoi colleghi musicisti fondarono la Società Musicale di Leontovyč. Nel settembre 1922 fece il suo debutto a Žytomyr, eseguendo le sue composizioni. Due anni dopo fu invitato a Mosca per un recital presso l'Associazione per la musica contemporanea, dove incontrò compositori e musicisti. Durante questo periodo, le opere per pianoforte di Kosenko furono pubblicate per la prima volta. Si esibì poi come pianista virtuoso in recital e formò un trio con pianoforte insieme al violinista Volodymyr Skorochod e al violoncellista Vasyl' Kolomyicev, dando oltre cento concerti gratuiti in tutta l'UkSSR tra il 1923 e il 1929.
Nel 1927 Kosenko fu invitato dall'Associazione dei musicisti proletari della RSS ucraina a tenere un concerto a Charkiv, all'epoca capitale della RSS ucraina. Questa stessa associazione lo invitò di nuovo nel 1928 e nel 1929. Kosenko iniziò a dare concerti a Charkiv, Kiev, Dnipro, Luhans'k e nelle città vicine. Il programma dei concerti includeva composizioni dei compositori ucraini Borys Ljatošyns'kyj, Levko Revuc'kyj e Pylyp Kozyc'kyj.

### Kiev
I conflitti creativi con il nuovo regime stalinista suggerirono il suo trasferimento a Kiev, dove gli fu offerto un posto presso il Istituto di Musica e Teatro Mykola Lysenko, come musicista da camera e analista musicale nel 1929, seguito da una promozione a professore di musica nel 1932. Kosenko originariamente tenne corsi di pianoforte e di gruppi da camera e un anno dopo iniziò anche a tenere un corso di specializzazione sull'analisi della forma sia nel dipartimento storico-teorico che in quello compositivo. La scuola fu successivamente riorganizzata, i corsi di musica furono trasferiti al Conservatorio di Kiev, dove insegnò dal 1934 al 1937, mentre il resto della scuola divenne l'Università Nazionale di Teatro, Cinema e TV. Tuttavia, durante questo periodo, non abbandonò la sua attività di interprete e compositore, che amava così tanto.
Fu spesso invitato a far parte delle giurie di concorsi di esecuzione musicale come noto interprete e rispettato pedagogo. Ciò comprese un viaggio a Mosca nel 1931, a Kharkiv nel 1933 e a Leningrado nel 1934. Questo periodo divenne un periodo di lavoro maturo per Kosenko, che si era affermato nel mondo della musica sovietica. La sua produzione iniziò a includere nuovi generi, in particolare la sua Ouverture eroica per orchestra Sinfonica. Kosenko arrangiò anche canzoni popolari ucraine e nel 1936 fu organizzata la prima raccolta di canzoni popolari sovietiche con la sua partecipazione.

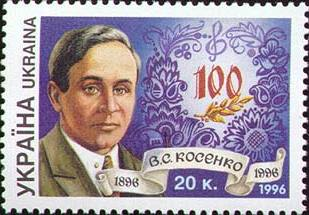
Un francobollo dell'Ucraina, in onore di Kosenko, emesso nel 1996.

Kosenko trascorse la maggior parte della sua vita a Žytomyr, vivendo in povertà, a cui sembrava in gran parte indifferente. Dopo essere stato persuaso dal governo sovietico dell'epoca a condividere la sua abitazione con membri di altre famiglie e spesso portando gente di strada a cui dava cibo e denaro, gli fu dato un piccolo appartamento di tre stanze al secondo piano di un vecchio edificio in via Mikhaila a Kiev, dove si trasferirono tutti grazie alle insistenti richieste di sua moglie al governo sovietico ucraino per riconoscere gli sforzi di Kosenko nel divulgare la vera musica nazionalista ucraina. Infine nel 1938, Kosenko ammalato fu insignito personalmente dell'Ordine della Bandiera rossa dal primo segretario del Partito Comunista dell'Ucraina, Nikita Chruščëv.
Nonostante le cure mediche che riceveva all'epoca, Kosenko visse solo 42 anni, morendo il 3 ottobre 1938 di tumore al rene, condizione apparentemente legata alle condizioni antigieniche in cui lui e la sua famiglia avevano vissuto per tanto tempo. Fu sepolto al Cimitero Bajkove a Kiev. Sua moglie Angelina continuò a promuovere la sua musica molto tempo dopo la sua morte.
L'ultima sua residenza conserva documentazione della sua vita e nel 2007 è stata designata Casa Museo Viktor Kosenko.
Kosenko lasciò ai posteri la sua opera incompiuta Marina e decine di opere come i suoi Ventiquattro pezzi per bambini op. 25, composto nel 1936, un tesoro di insegnamento che rese Kosenko uno dei primi compositori sovietici ucraini di successo nella musica per bambini.

## Musica

### Stile
Durante il suo periodo come professore al Conservatorio di Kiev e la composizione del suo Poema sinfonico moldavo, che non sentì mai eseguire, Kosenko era già profondamente interessato all'apprendimento ed alla raccolta di informazioni sulla musica popolare moldava. Essendo un incrocio tra il tardo periodo romantico e lo stile musicale nazionalista del suo paese, la sua musica non mostra alcuna indicazione diretta che una specifica canzone popolare sia stata utilizzata nelle sue composizioni. Kosenko usava allora melodie, armonie, modo dorico, lidio e frigio, collegando così il suo lavoro con le melodie popolari ucraine. Alcuni di questi elementi riguardavano il raddoppio delle melodie in terze, seste e decime, usando quinte "aperte" ed il pedale.

### Musica per bambini
Kosenko dedicò gran parte della sua attenzione ai bambini. Durante gli anni '30, parte della sua produzione si concentrava sul pubblico più esigente e imparziale. Le sue prime composizioni per bambini, intitolate Quattro pezzi per bambini per pianoforte (1930), furono scritte appositamente per il repertorio pianistico sovietico ucraino, a dimostrazione della sua comprensione della psicologia infantile e della profonda conoscenza degli obiettivi principali di un insegnante. Segue la sua Collezione di pezzi per bambini per pianoforte (1930). Seguono i suoi Ventiquattro pezzi per bambini per pianoforte (1936), che diventarono una delle raccolte per bambini più apprezzate.

### Accoglienza
Il talento compositivo di Kosenko fu riconosciuto presto. Come studente del Conservatorio di San Pietroburgo, l'obiettivo principale del giovane compositore era quello di diventare un pianista esecutore, componendo musica solo quando gli era richiesto di farlo nelle lezioni di teoria. Questo però cambiò quando il professor Michail Sokolovskij individuò la romanza di Kosenko "Careless wind" impostata sul testo di Konstantin Bal'mont come esempio del lavoro dei suoi studenti. Aleksandr Glazunov notò anche il talento della composizione. Questa situazione ispirò Kosenko a studiare in modo più approfondito la teoria della composizione, l'analisi della forma musicale e la strumentazione. Di conseguenza iniziò a dedicare più tempo alla composizione.
Kosenko debuttò con la sua musica a Žytomyr nel 1922. Per espandere i suoi orizzonti, si recò a Mosca nel 1924, dove incontrò Nikolaj Mjaskovskij, Aleksandr Goedicke e Feliks Blumenfel'd, che sostenevano il giovane compositore. Fu a Mosca che le sue opere furono pubblicate per la prima volta.
A Kiev la cerchia di conoscenze artistiche del compositore crebbe. Si avvicinò ad artisti come i compositori Borys Ljatošyns'kyj e Levko Revuc'kyj e ai cantanti Ivan Patrožyns'kyj e Marija Litvinenko-Volhemut, che valutarono molto la sua attività musicale e pedagogica. Levko Revuc'kyj scrisse: "Kosenko è un vero maestro di alta cultura. Appartiene ad artisti attorno ai quali si crea un'atmosfera artistica, che è uno stimolo vivo, importante e attivo per il lavoro creativo". Lo scrittore sovietico ucraino Pavlo Tyčyna, anche il cui lavoro Kosenko mise in musica, apprezzò molto i contributi artistici del compositore, dicendo di lui: "Il riflesso della sua anima creativa ha lasciato permanentemente illuminazioni solari sulla mia biografia."
Il governo dell'Ucraina sovietica apprezzava Kosenko. Nel 1935 tenne un concerto radiofonico delle sue composizioni in diretta dal suo appartamento. Dopo la sua morte nel 1938, fu pubblicata una raccolta completa delle sue opere.

## Carriera pianistica

### Influenze e stile
Kosenko era popolare non solo come compositore, ma anche come pianista eccezionale che aveva una vasta gamma di attività. Quando iniziò la sua carriera a Žytomyr fu riconosciuto come un virtuoso quando iniziò a dedicare tempo all'esecuzione, sia come solista che come accompagnatore, oltre che a comporre e insegnare. I suoi contemporanei notarono il suo stile di suonare, la tecnica brillante, la potente interpretazione artistica.
Era stato influenzato dall'ambiente musicale in cui era cresciuto. Poiché sua madre e sua sorella suonavano il pianoforte, fu influenzato dalla musica per pianoforte di Fryderyk Chopin, Ludwig van Beethoven, Pëtr Il'ič Čajkovskij e Franz Schubert.
Aleksander Michałowski, insegnante di pianoforte di Kosenko a Varsavia, rappresentò un'altra grande influenza su di lui durante la sua giovinezza. Con lui Kosenko studiò la musica di Johann Sebastian Bach, Wolfgang Amadeus Mozart, Fryderyk Chopin e molti altri compositori dell'era romantica. Michałowski incoraggiò anche Kosenko a suonare in gruppo. Ulteriori prime influenze su Kosenko avvennero a Varsavia, dove frequentò il teatro dell'opera e una varietà di concerti, ascoltando le esibizioni dei pianisti Ferruccio Busoni, Józef Hofmann e Sergej Rachmaninov e il canto di Fëdor Šaljapin, Leonid Sobinov, Antonina Neždanova e Solomija Krušel'nyc'ka. Quando fece domanda per studiare pianoforte al Conservatorio di San Pietroburgo, iniziò a farsi notare per le sue capacità di lettura a prima vista e di trasposizione.
La reputazione di Kosenko come pianista da concerto gli portò gli inviti a partecipare come giurato a concorsi pianistici in tutta l'Unione Sovietica. Divenne anche professore di pianoforte, insegnando in corsi specializzati di pianoforte ed in gruppi da camera a Kiev, prima presso l'Istituto di Musica e Teatro Mykola Lysenko e poi al Conservatorio di Kiev.

### Esibizioni d'insieme
Kosenko organizzò un trio di pianoforte con il violinista Volodymyr Skorokhod e il violoncellista Vasyly Kolomyitsev, guadagnando così popolarità come interprete. Il gruppo tenne oltre cento concerti gratuiti in tutta la zona di Žytomyr, suonando brani di Michail Glinka, Anton Rubinštejn, Sergej Taneev, Aleksandr Grečaninov, Georgy Catoire e Robert Schumann. Con l'aggiunta di altri musicisti iniziarono ad esibirsi nei quartetti, quintetti e sestetti di Aleksandr Borodin, Joseph Haydn, Johann Nepomuk Hummel, Antonín Dvořák ed altri. Si esibì anche come solista nei concerti per pianoforte di Čajkovskij, Rachmaninov, Chopin e Grieg con un'orchestra composta da strumentisti locali.

### Repertorio e spettacoli
Insieme ai classici europei Kosenko era anche impegnato nella divulgazione della musica russa e ucraina di compositori come Levko Revuc'kyj, Boris Ljatošins'kyj, Mychajlo Verykivs'kyj e Pylyp Kozyc'kyj, guadagnandosi così la simpatia del governo sovietico ucraino. Quando nel 1922 debuttò in pubblico con la propria musica, il suo concerto fu diviso in due sezioni. Nella prima il programma era composto da musiche di Fryderyk Chopin e Franz Liszt e nella seconda eseguì proprie composizioni, che rimasero parte del suo repertorio in molti concerti successivi.
Durante il periodo a San Pietroburgo, Kosenko lavorò al Teatro Mariinskij come accompagnatore. Dopo essersi diplomato al conservatorio, si trasferì nella capitale del Governatorato della Volinia, Žytomyr, dove oltre a comporre e insegnare, dedicava molto tempo all'interpretazione, sia come solista che come accompagnatore.
Dopo il debutto di successo della sua musica, Kosenko iniziò a fare molti viaggi per eseguire la propria musica in luoghi come Kharkiv, Dnipro, Luhans'k e Mosca. Nel 1928 accettò un'offerta dalla Filarmonica dell'Ucraina sovietica per fare un tour con la cantante Oksana Kolodub nell'area del Donbass. Dopo il suo trasferimento a Kiev, continuò ad esibirsi attivamente. Tenne il suo ultimo concerto nel 1935, quando eseguì la sua musica con il basso-cantante Ivan Patrožyns'kyj e il soprano Marija Litvinenko-Volhemut. Il concerto fu trasmesso in diretta alla radio dal suo appartamento in via Pidval'na.

## Opere selezionate
- Ouverture eroica (1932)
- Poesia moldava (1937)

Concerto
- Concerto per violino (1919)
- Concerto per pianoforte (1928)

Musica da camera
- Sonata per violoncello e pianoforte, op. 10 (1923)
- Sonata per violino e pianoforte (1927)
- Trio Classico (1927)
- Sonata per viola e pianoforte (1928)

Canzoni, cori e arrangiamenti di canti popolari
- Sono triste (1922)
- Parla, parla (1922)
- Sono qui, Inezilya (1936)

- Tre preludi, op. 1 (1910-1915)
- Quattro preludi, op. 2 (1911–1915)
- Tre Mazurche, op. 3 (1916-1923)
- Undici Studi per pianoforte, op. 8 (1922-1923)
- Tre pezzi per pianoforte, op. 9 (1921)
- Tre pezzi per pianoforte, op. 11 (1921)
- Due leggende poetiche, op. 12 (1921)
- Sonata per pianoforte n. 1 in si bemolle minore, op. 13 (1922)
- Sonata per pianoforte n. 2 in do diesis minore, op. 14 (1924)
- Sonata per pianoforte n. 3 in si minore, op. 15 (1926-1929)
- Undici studi in forma di danze antiche, op. 19 (1922–1923)
- Due valzer da concerto, op. 22 (1931)
- Ventiquattro pezzi per bambini, op. 25 (1936)

Musica da film
- The Last Port (1934)

### Incisioni
- Musica per pianoforte vol. 1, Undici studi in forma di danze antiche, op. 19 Natal'ja Škod– Toccata Classics
- Viktor Kosenko: Musica per pianoforte Vol. 2, Le sonate complete per pianoforte / Natal'ja Škoda – Centaur Records
- Concerto per violino: orchestrato da Aleksej Gorochov, Orchestra da camera di Kiev. Aleksej Gorochov (direttore d'orchestra e violino) – Melodija (1980)
- Concerto per violino: orchestrato da Heorhіj Majboroda, Orchestra Sinfonica della Compagnia Televisiva e Radio Nazionale dell'Ucraina. Anatolij Baženov, Volodymyr Sirenko [21]
- Nobiltà slava: Aleksandr Skrjabin - Viktor Kosenko (opere per pianoforte: Poemi, Mazurke, Sonate), di Violina Petrychenko,[22] Ars Produktion, catalogo della Biblioteca di Naxos n.: ARS38153
- Ucraini Moods - Piano Miniatures (opere per pianoforte: Lev Revuc'kyj, Viktor Kosenko, Mykola Kolesa, Ihor Šamo, Jurij Šamo, di Violina Petryčenko)[23] Ars Produktion – ARS 38 195, Discogs

## Riferimenti

### Osservazioni
1. ↑  Sokolovsky fu lui stesso un pupillo di Nikolaj Rimskij-Korsakov.
2. ↑  Il compositore russo Alexander Glazunov, direttore del conservatorio all'epoca in cui Kosenko era uno studente, lo liberò dal pagamento delle tasse universitarie dopo aver scoperto che stava lavorando come accompagnatore al Teatro Mariinskij per motivi finanziari.
3. ↑  Testo originale tradotto in russo: "Прекрасные пианистические и композиторские способности, абсолютный слух." ("Eccellenti capacità pianistiche e compositive, intonazione perfetta".)
4. ↑  Testo tradotto in russo originale: "талантливый музыкант, очень скромний и хорошо воспитанный." ("Un musicista di talento, molto umile e ben educato".)
5. ↑  Il Music Technicum è un'istituzione musicale che prenderà il suo nome dal 1938.
6. ↑  Angelina era più grande di Kosenko e aveva già due figli, di nome Raisa e Iryna, dal suo primo matrimonio.
7. ↑  Secondo le memorie della cantante lirica Zoja Hajdaj, questo gruppo di artisti, composto principalmente da contadini, operai e soldati, contribuì a rendere popolare la musica per pianoforte russa.
8. ↑  Tra alcuni degli studenti di Kosenko figuravano Nikolai Chaikin, Alexander Mihailovich Sandler e Hryhory Kytasty.
9. ↑  Citazione originale in ucraino: "Косенко - справжній майстер високої культури Він належить до художників, навколо яких створюється та мистецька атмосфера, яка є живим, важливим і дійовим стимулом для творчої роботи".
10. ↑  Citazione originale ucraina: "Відсвіт від його творчої душі, — говорив П. Тичина, — назавжди сонячними освітленнями лишинямім иина.